# Grabow-Below
Grabow-Below war von 1959 bis 2019 eine Gemeinde im Südwesten des Landkreises Mecklenburgische Seenplatte in Mecklenburg-Vorpommern.  Die Gemeinde wurde vom Amt Röbel-Müritz mit Sitz in der Stadt Röbel/Müritz verwaltet. Ihr Gebiet bildet heute einen Ortsteil der Gemeinde Eldetal.

## Geografie
Grabow und Below liegen im Südwesten des Gemeindegebiets, direkt an der Landesgrenze zu Brandenburg, die hier der Fluss Dosse markiert. Das obere Dossetal wird von vielen Entwässerungsgräben durchzogen. Grabow liegt etwa drei Kilometer nordwestlich von Below. Unmittelbar östlich von Below dehnt sich die Wittstock-Ruppiner Heide aus.
Die Stadt Röbel/Müritz ist etwa 18 Kilometer entfernt, die brandenburgische Stadt Wittstock/Dosse 17 Kilometer. Am 31. Dezember 2017 lebten in Grabow-Below 103 Einwohner auf einer Fläche von 13,55 km². Die Gemeinde hatte die Postleitzahl 17209 und die Telefonvorwahl 039925. 

## Geschichte
Die wahrscheinlich ursprünglich slawisch besiedelte Ortschaft Grabow – ein häufig vorkommender Ortsname (vom altslawischen grabu = „Hainbuche“) – wurde 1344 in einer Belehnungsurkunde genannt. Während in Grabow die Gutsbesitzer häufig wechselten, war der Teilort Below ritterschaftlicher Besitz. Below war ab 1840 Sitz der Städtischen Försterei der Stadt Wittstock.
1957 wurden die etwa drei Kilometer voneinander entfernten Teilorte Grabow und Below zur Gemeinde Grabow-Below zusammengeschlossen. Zum 26. Mai 2019 fusionierte Grabow-Below mit Massow, Wredenhagen und Zepkow zur neuen Gemeinde Eldetal. Letzter Bürgermeister war Ilgen Wegener.

## Denkmale

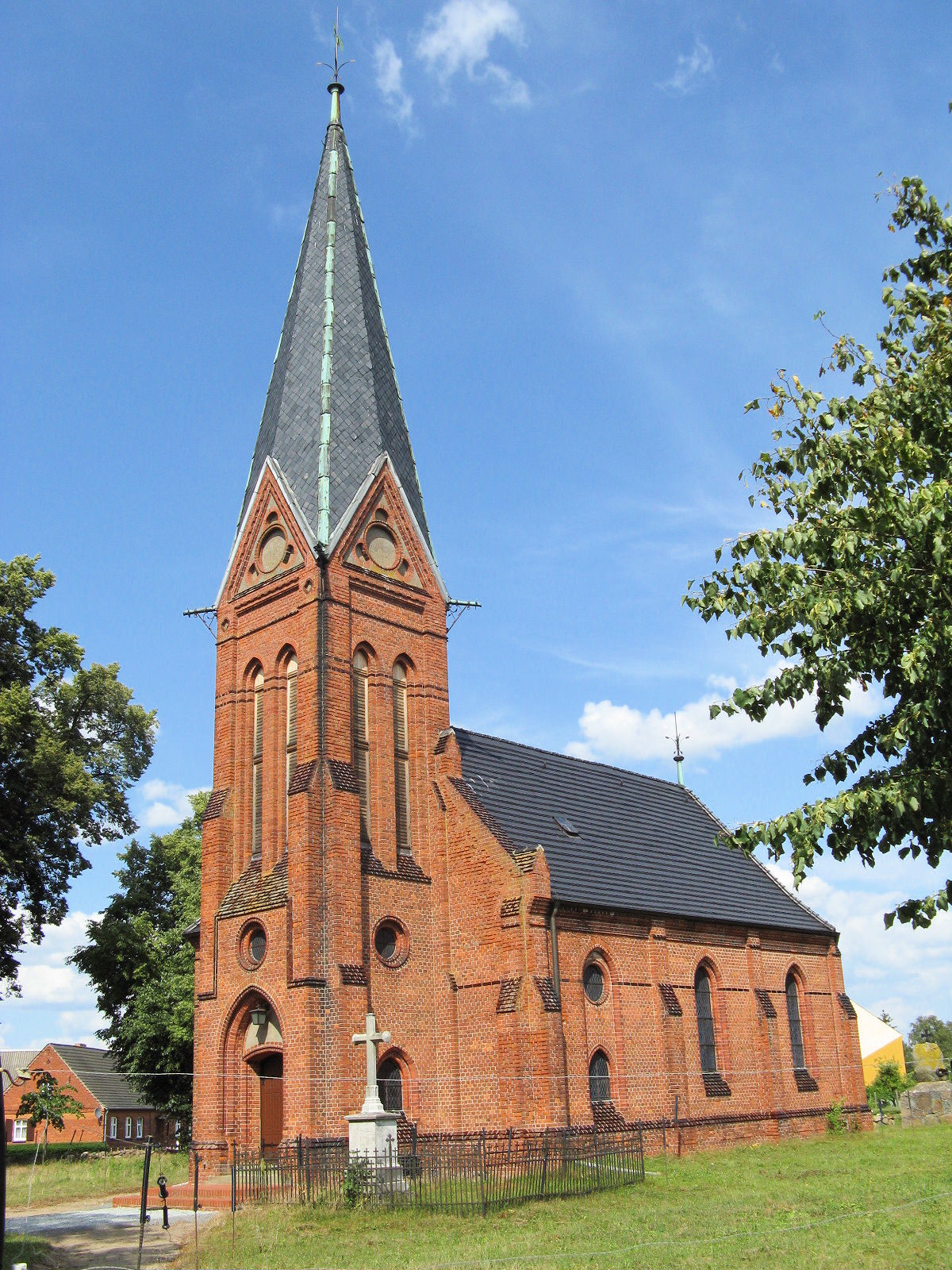
Dorfkirche in Grabow

### Baudenkmale
Die Grabower Kirche wurde in der zweiten Hälfte des 19. Jahrhunderts von Gotthilf Ludwig Möckel im neogotischen Stil errichtet. Der Chor wird durch ein halbes Oktogon gebildet und hat drei Rundbogenfenster. Der durch einen Blitzschlag zerstörte Kirchturm wurde 1899 erneuert, das Dach 1999. Die Friedhofsmauer wurde 1992 nach historischem Vorbild als Trockenmauerwerk wieder aufgebaut.

### Gedenkstätten

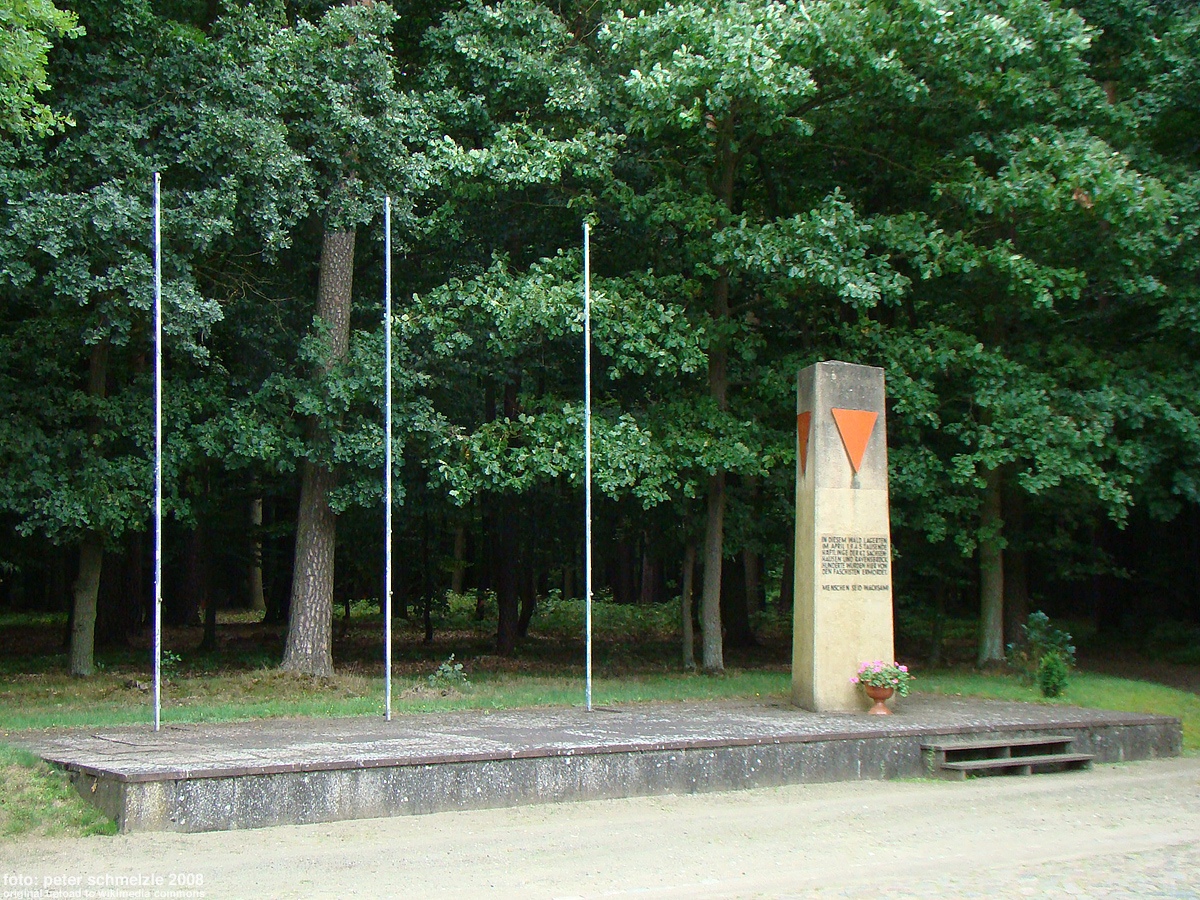
Gedenkstätte Todesmarsch im Belower Wald

Südlich von Below befindet sich im Stadtforst von Wittstock/Dosse die Gedenkstätte Todesmarsch im Belower Wald in Trägerschaft der Stiftung Brandenburgische Gedenkstätten für die Opfer des Todesmarsches des KZ Sachsenhausen 1945.
Auf dem Dorffriedhof wurde 1946 eine Ehrengrabanlage für 132 umgekommene KZ-Häftlinge geschaffen. In Below und Grabow wurde an der Dorfstraße je eine von insgesamt 120 an der Marschroute angebrachten Informationstafeln aufgestellt.

## Verkehr
Grabow und Below liegen abseits der überregionalen Straßenverbindungen. Die Bundesautobahn 19 (Berlin – Rostock) verläuft zwar zwischen den beiden Orten hindurch, die Anschlussstellen Röbel und Wittstock sind jedoch fast 20 Kilometer entfernt. Von der Bundesstraße 198 erreicht man Grabow und Below über Wredenhagen. Der nächste Bahnhof befindet sich in Wittstock/Dosse.